# Блэктон, Джеймс Стюарт
Джеймс Стю́арт Блэ́ктон (англ. James Stuart Blackton; 5 января 1875, Шеффилд, Великобритания — 13 августа 1941, Лос-Анджелес, США) — британский и американский кинорежиссёр, кинопродюсер, один из основателей фирмы «Vitagraph». По профессии — художник-карикатурист. Его считают отцом американской анимации.

## Биография
Переехал в США из Англии в возрасте 10 лет.
Сначала работал журналистом-иллюстратором для журнала «Новый Мир» в Нью-Йорке, после чего его работу заметил и пригласил к себе работать Томас Эдисон. В 1896 году Блэктон начал работать у Эдисона оператором и конструктором.
В 1896 году вместе с Альбертом Смитом основал Vitagraph.
Виктор Маклаглен заметил его работу и пригласил работать в Голливуд. В период между 1900 и 1903 годами Блэктон снялся в качестве актёра в десятках фильмов, в том числе в целой серии фильмов о приключениях «Счастливого хулигана» — персонажа из комиксов Фредерика Берр Оппер. Начиная с 1908 года, в качестве режиссёра, одним из первых в США, Блэктон снял целый ряд фильмов-адаптаций пьес Шекспира.
Между 1900 и 1915 годами Блэктон был президентом компании Vitaphone по производству проигрывателей.
В 1915 году стал президентом совета кинематографической торговли, позже известной как Ассоциация кинематографических производителей и дистрибьюторов Америки.
В 1917 году оставил активную работу в Vitagraph и начал производство независимых проектов.
Во время Первой мировой войны был режиссёром и продюсером ряда патриотических пропагандистских фильмов.
В 1926 году вышел на пенсию. После 1933 года Блэктон прекратил работу в кино.
К 1929 году Блэктон потерял всё своё состояние и был вынужден искать работу в правительственном проекте в Калифорнии. Позже он был принят на работу в качестве директора производства в англо-американской кинокомпании, где он работал до своей смерти.
Скончался в 1941 году в Лос-Анджелесе через несколько дней после того, как был сбит автобусом при переходе улицы.

## Семья
Был женат несколько раз:
- Изабель Мабель Макартур (1898—1906) (развод), 2 детей
- Паула Blackton (1906 — 27 марта 1930) (умерла), 2 детей
- Елена Стал (1931 — 12 декабря 1933) (умерла)
- Эванджелин Рассел (сентябрь 1936 г. — 13 августа 1941) (умерла)

## Фильмография
Режиссёр:
- 1898 — «Уничтожим испанский флаг» (реконструкция хроники)
- 1898 — Цирк лилипутов
- 1900 — Очарованный рисунок
- 1900 — Разбор руин в Галвестоне в поисках мёртвых тел
- 1906 — Комические фазы смешных лиц
- 1907 — рисованный фильм «Магическая самопишущая ручка» и фильм с использованием кинотрюков — «Гостиница с привидениями»
- 1908 — «Саломея»
- 1909 — «Жизнь Моисея», «Рюи Блаз», «Оливер Твист»
- 1910 — «Хижина дяди Тома»
- 1911 — «Паоло и Франческа», «Повесть о двух городах», «Ярмарка тщеславия»
- 1915 — «Боевой клич мира»
- 1921 — «Королева-девственница»
- 1922 — «Славное приключение» (цветной фильм, снятый в Англии)
- 1925 — «Искупление грехом»

Кроме того, экранизировал пьесы Шекспира: «Макбет», «Юлий Цезарь», «Ричард III», «Ромео и Джульетта», «Король Лир».

## Галерея
- The Enchanted Drawing (1900)
- Humorous Phases of Funny Faces (1906)